# Chiojdeni
Chiojdeni es una comuna ubicada en el distrito de Vrancea, Rumania.

## Superficie
Posee una superficie de 71,44 kilómetros cuadrados.

## Demografía
Hasta 2021 la población era de 2352 habitantes, con una densidad de población de 32,92 habitantes por kilómetro cuadrado.